# Wasser-Tupelobaum
Der Wasser-Tupelobaum (Nyssa aquatica) ist eine Pflanzenart aus der Gattung der Tupelobäume (Nyssa) innerhalb der Familie der Tupelogewächse (Nyssaceae).

## Beschreibung

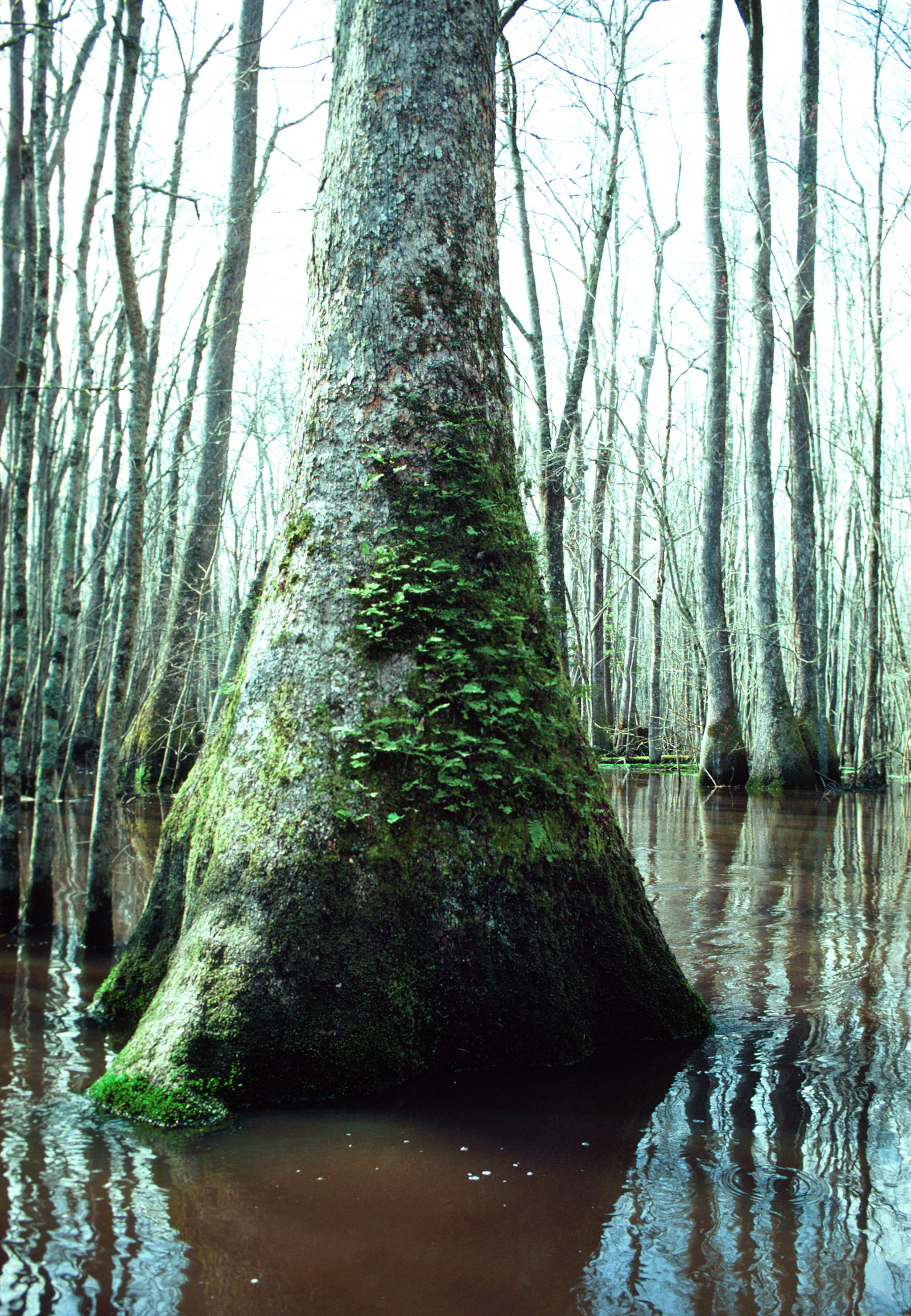
Die geschwollene Stamm-Basis in einem Bruch-Lebensraum

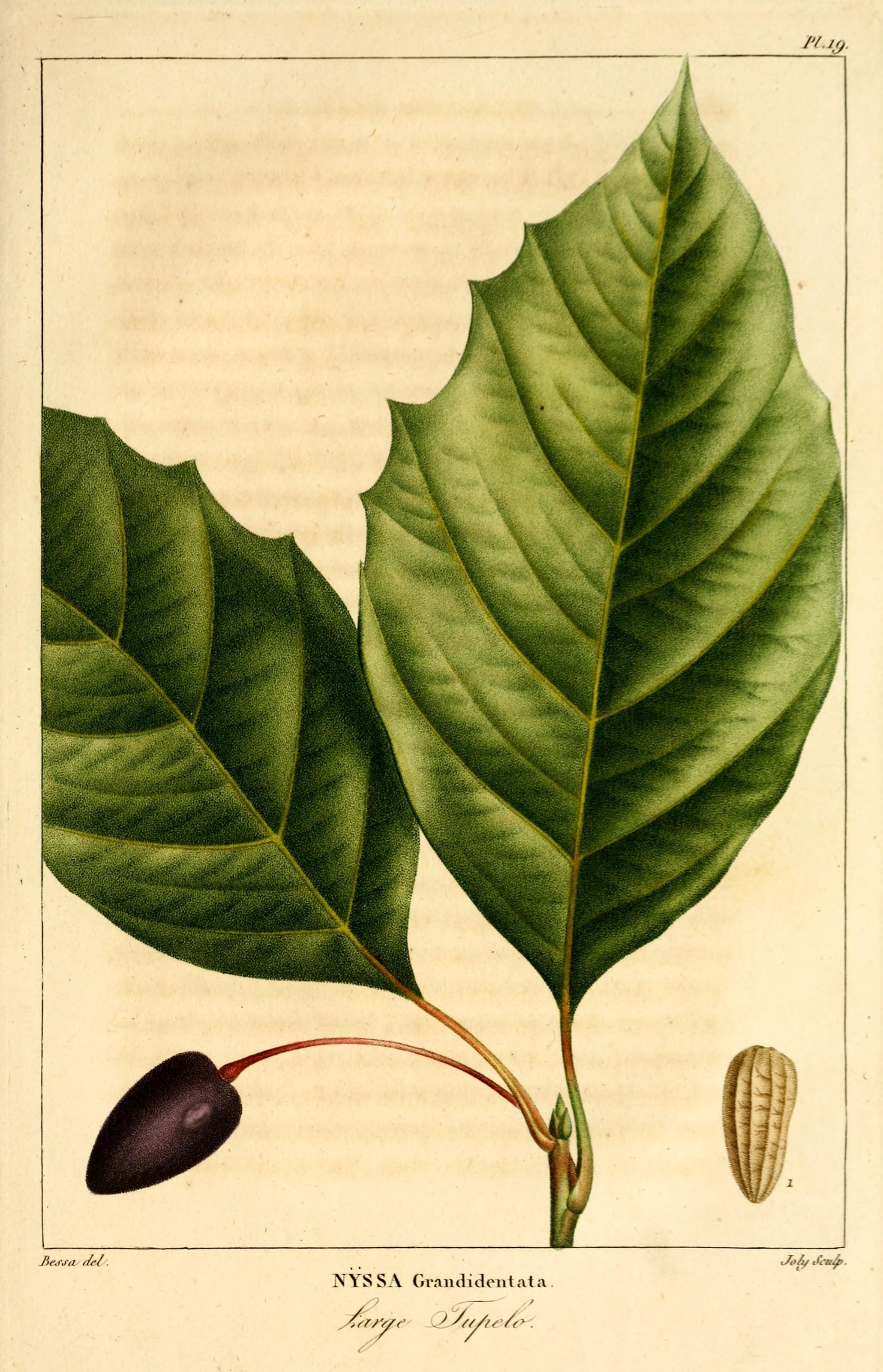
Illustration aus Histoire des arbres forestiers de l'Amérique septentrionale, Tafel 19

### Vegetative Merkmale
Nyssa aquatica wächst als großer, langlebiger bis über 35 Meter hoher, laubabwerfender Baum mit breiter Krone. Der Stammdurchmesser (über der geschwollenen Basis; dort bis über 3,5 Meter) erreicht über 1,2 Meter. Es werden Brettwurzeln oder Wurzelanläufe gebildet und der Stamm ist an der Basis oft mehr oder weniger geschwollen.
Die wechselständigen, einfachen, ledrigen Laubblätter sind kurz gestielt. Der etwas behaarte Blattstiel ist bis 6 Zentimeter lang. Die unterseits mehr oder weniger flaumig behaarten und fahlgrünen Blätter sind meist ganzrandig oder mit vereinzelten, entfernten und größeren, teils spitzigen Zähnen. Sie sind eiförmig bis elliptisch oder verkehrt-eiförmig und etwa 8–20 Zentimeter lang und 5–11 Zentimeter breit. An der Spitze sind sie bespitzt oder spitz bis zugespitzt, selten abgerundet, die Blattbasis ist abgerundet oder minimal herzförmig bis keilförmig. Die Nebenblätter fehlen. Die jungen Blätter sind rötlich und behaart.

### Generative Merkmale
Nyssa aquatica ist polygam-diözisch genauer andro-polygam-diözisch, also mit männlichen Pflanzen mit nur männlichen Blüten und weiblichen Pflanzen mit zwittrigen und funktionell weiblichen Blüten. Die Blüten erscheinen achselständig an den neue Trieben, die kleineren, fast sitzenden männlichen Blüten in gestielten Dolden oder Köpfchen mit zwei bewimperten Vorblättern am behaarten Blütenstandsstiel, die größeren, weiblichen und zwittrigen erscheinen einzeln an behaarten Stielen. Die grünlich-weißen Blüten sind mit doppelter Blütenhülle. Der ringförmige Kelch ist sehr klein, mit minimalen Zähnchen. Es sind 5–10, früh abfallende Petalen und jeweils ein Diskus vorhanden. Die männlichen Blüten mit aufrechten Petalen, mit kleinem Blütenbecher besitzen bis zu 10  vorstehende Staubblätter mit fädigen Staubfäden, ein Pistillode fehlt meist. In den weiblichen oder zwittrigen Blüten, mit einem langen, röhrigen Blütenbecher und mit weniger oder ganz fehlenden, eingeschlossenen Staubblättern oder Staminodien mit Antheroden, ist der einkammerige Fruchtknoten unterständig, mit einem einfachen, etwas vorstehenden und an der Spitze oft eingerollten, konischen und festen Griffel mit auslaufender Narbe. Sie sind jeweils von 2 bis 4 länglichen, langen und behaarten Deckblättern unterlegt.
Es werden an längeren Stielen herabhängende, dunkel-violette oder -bläuliche oft leicht weißlich gepunktete, bis 3 Zentimeter große, ellipsoide bis verkehrt-schmaleiförmige, leicht ledrige, glatte Steinfrüchte (Scheinfrucht) mit Griffelresten an der Spitze und einem kantig-rippgen, bräunlichen Steinkern gebildet.

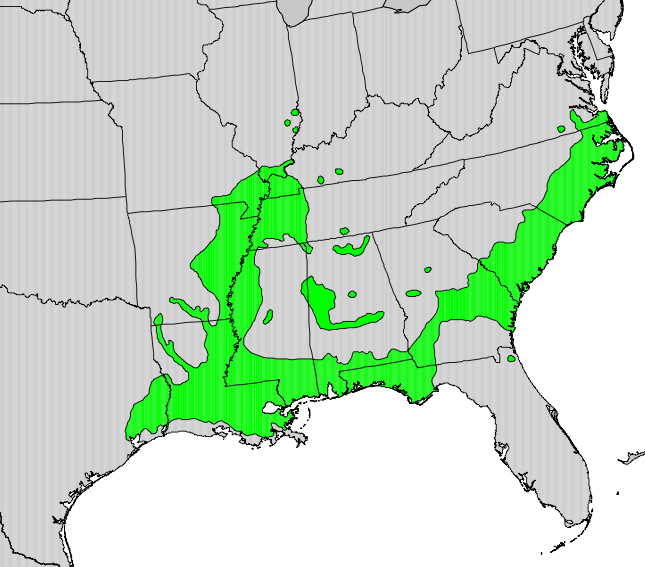
Natürliches Verbreitungsgebiet

## Vorkommen
Nyssa aquatica ist in den südlichen US-Bundesstaaten südöstliches Missouri, südliches Illinois, Georgia, südwestliches Kentucky, Louisiana, östliches North Carolina, South Carolina, südöstliches Virginia, Mississippi, Tennessee, Texas, Alabama, Arkansas sowie Florida verbreitet.
Nyssa aquatica in den Küstenebenen in den südöstlichen USA sowie im Tal des Mississippi.
Der Wasser-Tupelobaum wächst in Brüchen und Flussauen. Das Wurzelsystem der Pflanze liegt periodisch unter Wasser. Wasser-Tupelobäume treten oft in Reinbeständen auf.

## Taxonomie
Die Erstveröffentlichung von Nyssa aquatica erfolgte durch Carl von Linné in Species Plantarum, Band 2, Seite 1058. Das Artepitheton aquatica steht für die Lebensräume am und im Wasser.

## Trivialnamen

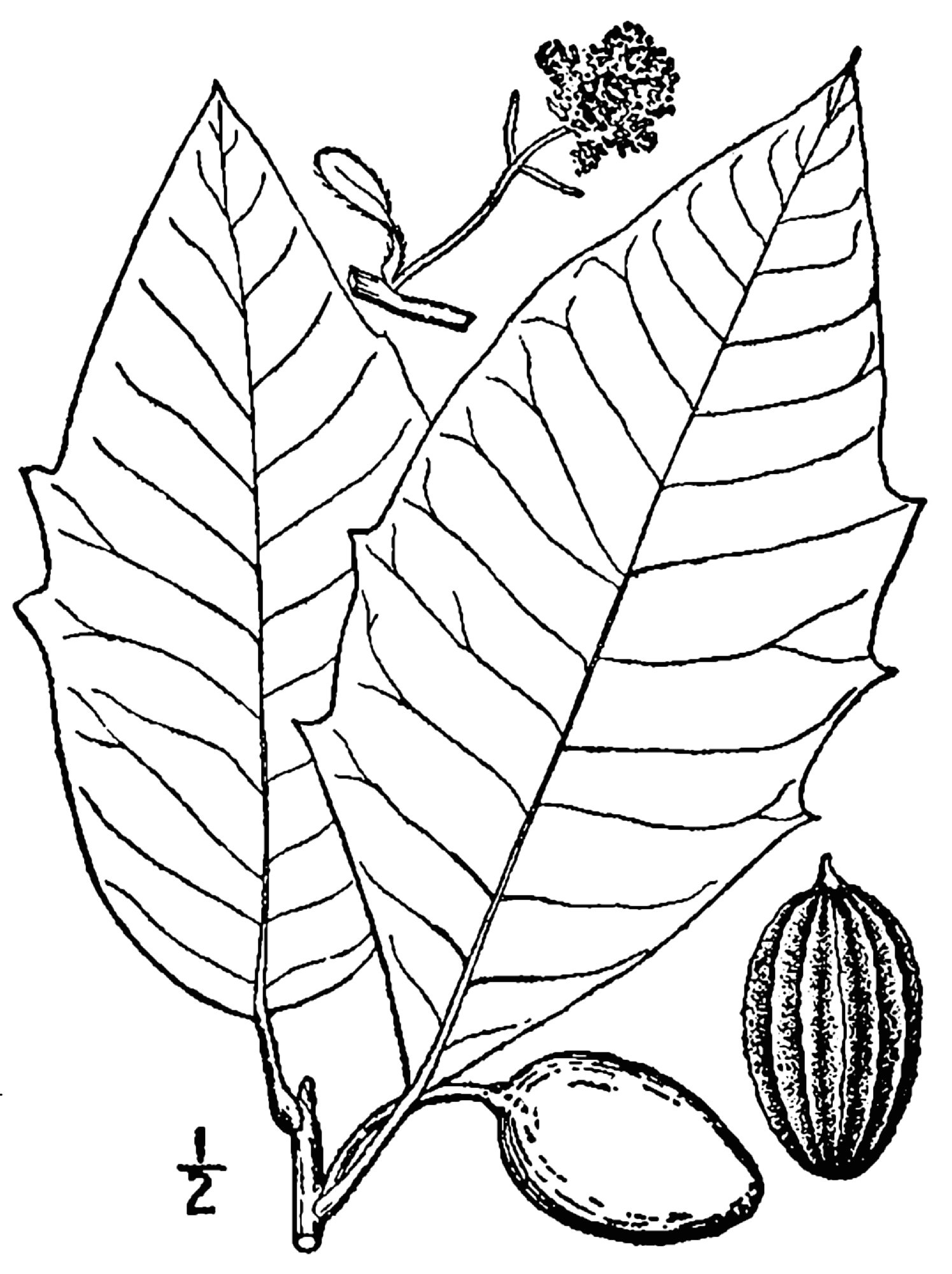
Illustration der gestielten Laubblätter, des Blütenstandes und der Frucht

Englischsprachige Trivialnamen sind: Water tupelo, Tupelo-gum, Water-gum Cottongum, Wild olive, Large tupelo.
Einer der englischen Trivialnamen „Tupelo“ stammt aus der Sprache der Creek-Indianer und ist aus den Wörtern ito (für „Baum“) und  opilwa (für „Sumpf“) zusammengesetzt; er war bis Mitte des 18. Jahrhunderts in Gebrauch.

## Nutzung
Große ausgewachsene Baumexemplare können kommerziell verwertbares Holz liefern, das zur Produktion von Möbeln und Kisten verwendet wird. Die geschwollene Basis ist für Schnitzarbeiten beliebt.
Viele Wildtiere fressen die Früchte und aus der Blütentracht wird Honig gewonnen.